# Ермолов, Илья Игоревич
Илья́ Игоре́вич Ермо́лов (род. 22 марта 1988, Елгава) — российский актёр театра и кино, кинорежиссёр и продюсер.

## Биография
Илья Ермолов родился 22 марта 1988 года в Елгаве в семье военнослужащего. Несколько лет жил в посёлке Угольные копи Анадырского района Чукотского автономного округа, где его отчим проходил военную службу. Позже семья переехала в Беларусь, город Брест.
Закончив школу Илья поступил в Брестский государственный университет имени А. С. Пушкина на исторический факультет, по специальности «Преподаватель истории и политических дисциплин». Учёбу совмещал с работой в Брестском академическом театре драмы в должности техника-осветителя.
В 2009 году закончив 4 курса БРГУ уехал в Москву и поступил сразу в два вуза — Всероссийский государственный институт кинематографии имени С. А. Герасимова и Высшее театральное училище (институт) им. М. С. Щепкина. Выбор пал на Щепкинское училище (курс Риммы Гавриловны Солнцевой), которое Илья закончил в 2013 году. После учёбы был принят в труппу Московского театра юного зрителя, с 2011 года активно снимается в кино и сериалах. В 2018 году снял в качестве режиссёра свой первый короткометражный фильм «Худрук» с Юрием Николаевичем Стояновым в главной роли. После этого срежиссировал несколько художественных фильмов и сериалов, среди которых сериал «Золотое Дно» (2023) по сценарию Сергея Минаева и фильм «Маленький воин» (2021), который получил спецпремию на кинофестивале детских фильмов в Хемнице.

## Личная жизнь
Женат на актрисе театра и кино Марине Ворожищевой. Супруги познакомились на съемочной площадке сериала «Сын отца народов».
Сын — Лука Ильич Ермолов

## Работы в театре
Московский Театр Юного Зрителя, спектакли: «С любимыми не расставайтесь» (реж. Г. Яновская); «К. И. Из преступления» (реж. К. Гинкас).
Театральный центр «Вишнёвый сад»: «Я твой Ангел» (реж. С. Аксенов).
Музей-театр «Булгаковский дом»: «С любимыми не расставайтесь» (реж. В. Родионова).

## Фильмография

### Актёрские работы
1. 2011 — Важняк — Холодов
2. 2011 — Московский Декамерон — фонарщик
3. 2011 — Три дня лейтенанта Кравцова — офицер
4. 2012 — Стальная бабочка — участковый
5. 2013 — Сын отца народов — Орехин
6. 2013 — Убить Сталина — Григорий Ахлаков
7. 2014 — Мир для двоих — Макс Денисов
8. 2014 — Чернобыль. Зона отчуждения — Андрей, опер
9. 2015 — Орлова и Александров — курьер Берии
10. 2015 — А зори здесь тихие... — парень Сони Гурвич
11. 2015 — Новогодний рейс — Олег
12. 2015 — Частное пионерское. Ура, каникулы!!! — Костик
13. 2016 — Без права на ошибку — Олег Хромов
14. 2017 — Кузнец моего счастья — Антон Ковалев
15. 2017 — Лесник. Своя земля — Сергей Антонов
16. 2017 — Любимая — Семён
17. 2017 — Мне с Вами по пути — Артём
18. 2018 — Забытое преступление — Николай
19. 2018 — Моя звезда — Ларецкий
20. 2018 — Посольство — Вацлав
21. 2019 — Встреча — Владимир
22. 2019 — Никогда не говори «никогда» — Александр
23. 2019 — Овраг — Евгений
24. 2020 — Женская версия. Ловцы душ — каратист
25. 2020 — Магомаев — Геннадий Гладков
26. 2020 — Солдатская Шапка — старшина
27. 2021 — Приворот. Чёрное венчание — Виктор
28. 2023 — Золотое дно — юрист Виктор
29. 2023 — Первокурсницы — квартиросъёмщик
30. 2023 — Разрешите обратиться — врач Корчагина

### Режиссёрские работы
1. 2019 — За кулисами (новелла «Худрук»)
2. 2021 — Маленький воин
3. 2023 — Первокурсницы
4. 2023 — Разрешите обратиться
5. 2023 — Золотое дно

### Продюсерские работы
1. 2015 — Реснота
2. 2016 — Москва, я терплю тебя
3. 2019 — За кулисами
4. 2021 — Ой, мамочки!